# Ordre de Frédéric
L'ordre de Frédéric, (en allemand : Friedrichs-Orden ou Friedrichsorden) est une décoration honorifique du royaume de Wurtemberg.
Il a été institué le 1er janvier 1830 par le deuxième roi de Wurtemberg, Guillaume Ier en mémoire de son père, le roi Frédéric Ier.
À l'origine, l'ordre n'a qu'une classe. En 1856, quatre classes sont créées et en 1870 la croix de chevalier de 1re classe et décorations militaires avec glaives sont ajoutées. En 1892, une médaille est attachée à l'ordre.
Le ruban est de couleur bleu ciel, on lui doit le surnom de l'ordre, der blaue Fritz (le Fritz bleu).
En 1918, la fin de la monarchie de Wurtemberg entraîne l'abolition de l'ordre.

## Classe
L'ordre a à l'origine une seule classe, qui a ensuite été divisée en plusieurs ordres de mérite :
- Grand-croix (depuis 1899 avec couronne)
- Commandeur 1re classe
- Commandeur 2e classe
- Chevalier 1re classe
- Chevalier 2e classe
- Médaille d'or
- Médaille d'argent

| Médaille                     | Médaille              | Médaille             | Médaille             | Médaille            | Médaille      | Médaille          |
| ---------------------------- | --------------------- | -------------------- | -------------------- | ------------------- | ------------- | ----------------- |
|                              |                       |                      |                      |                     |               |                   |
| Rubans                       |                       |                      |                      |                     |               |                   |
| Chevalier de la Grande Croix | Commandeur 1re classe | Commandeur 2e classe | Chevalier 1re classe | Chevalier 2e classe | Médaille d'Or | Médaille d'Argent |